# Ivana Walterová
Ivana Walterová (* 1. April 1977 in Gottwaldov, Tschechoslowakei), verheiratete Ivana Lange, ist eine ehemalige slowakische Schwimmerin, welche sich auf das Freistilschwimmen spezialisiert hat. Für die Slowakei nahm sie 2000 an den Olympischen Spielen teil.

## Karriere
Die Schwimmerin vom AŠK Dukla Banská Bystrica qualifizierte sich für die Olympische Sommerspiele 2000 und wurde vom Slovenský olympijský a športový výbor auch für die Spiele in Sydney nominiert. Sie nahm dort am Wettbewerb über die 50 Meter Freistil teil und scheiterte dabei bereits im Vorlauf mit einer Zeit von 26,23 Sekunden aus dem Wettbewerb aus. Sie belegte schlussendlich den 30. Platz.

## Familiäres
Sie heiratete 2001 den deutschen Schwimmtrainer Dirk Lange. Beide haben einen gemeinsamen Sohn.